# Giulio Firmico Materno
Giulio Firmico Materno (in latino Iulius Firmicus Maternus; fl. 337–350) è stato uno scrittore e astrologo romano, in lingua latina, di età tardoimperiale.

## Biografia
Di lui restano pochissime notizie biografiche, per lo più desumibili dai suoi testi.
Siciliano, secondo la sua stessa testimonianza, Firmico fu senatore e per qualche tempo avvocato, ma abbandonò la professione per le inimicizie che la sua pratica gli procurò, sicché la successiva condizione di otium gli permise di dedicarsi agli studia humanitatis. Pubblicò, così, le sue due opere conservatesi: i Matheseos libri octo e, circa dieci anni dopo, il De errore profanarum religionum.

## Opere

### Matheseos libri octo
L'opera, il cui titolo completo è De Nativitatibus sive Matheseos libri VIII, è dedicata al governatore della Campania, Quinto Flavio Mesio Egnazio Lolliano detto Mavorzio, e costituisce il più vasto trattato di astrologia conservatosi dall'antichità, frutto di esperienze e studi in campo neoplatonico.
La sua datazione è controversa, con gli storici che la datano tra il 335 e il 337, oppure successivamente al 355.
Il primo libro, a differenza degli altri sette di contenuto esclusivamente tecnico, contiene una vera e propria apologia morale dell'astrologia, scienza caduta in sospetto ai cristiani, ma ampiamente praticata al tempo dell'autore per influsso della speculazione neoplatonica. I restanti libri espongono diverse nozioni tecniche relative alla materia, con uno stile spesso compilatorio che però rende conto della sintesi di una lunga tradizione precedente.
Libro I
Materno afferma che l'influenza degli astri si esercita sulla parte divina dell'anima umana e che solo un animo puro e libero da ogni peccato può accostarsi all'astrologia, disciplina che pone in costante contatto con la divinità. Dimostra poi l'importanza dell'influsso degli astri nel determinare la vita umana, e la spiegazione della storia del mondo fin dall'età di Saturno alla luce di tale principio.
Libro II
Espone i fondamenti dell'astrologia ellenistica, tra cui i segni, i pianeti, le case, le suddivisioni dello zodiaco (decani e termini), gli aspetti e, particolarmente importanti per l'astrologia di Materno, gli antiscia, ovvero il legame tra due segni in base alla loro distanza dai solstizi. Il libro contiene anche il tema natale di un anonimo aristocratico romano che ricoprì diverse cariche importanti, e che è stato identificato con Lolliano Mavorzio stesso, con Publilio Optaziano Porfirio o, con maggior successo, con Ceionio Rufio Albino. Questo libro contiene anche alcuni avvertimenti per coloro che praticano l'astrologia: che bisogna sempre dare i propri responsi pubblicamente, e che bisogna rifiutarsi di studiare l'oroscopo dell'imperatore; in epoca romana, infatti, studiare l'oroscopo del sovrano costituiva un reato di lesa maestà punibile con la morte.

Il Thema Mundi, contenuto nel Libro III, sezione ii del Matheseos

Libro III
Presenta il concetto del Thema Mundi, l'oroscopo del mondo, poi fornisce un elenco delle delineazioni per ciascun pianeta in ciascuna casa.
Libro IV
Tratta delle possibili delineazioni della Luna e dei Lotti della Fortuna e dello Spirito, della lunghezza della vita, della professione.
Libro V
Tratta delle delineazioni dei differenti segni in ciascun luogo e di ciascun pianeta.
Libro VI
Tratta degli aspetti, anche di quelli più complicati, e della delineazione delle stelle fisse e del chronocrator.
Libro VII
Tratta della condizione di nascita, della schiavitù, della malattia, della famiglia, del matrimonio e di temi simili.
Libro VIII
Include commenti sulle costellazioni e su gradi speciali.

### De errore profanarum religionum
L'opera è successiva alla conversione di Materno al Cristianesimo, avvenuta in circostanze di cui si ignorano causa, luogo e tempo, ma inequivocabilmente testimoniata dall'opera apologetica De errore profanarum religionum, scritta tra il 346 e il 350.
Nella tradizione del testo, l'opera è giunta priva delle pagine iniziali: la parte restante inizia passando in rassegna i culti naturalistici degli elementi dimostrandone l'assurdità.
Considera poi quei culti di origine orientale che erano allora molto praticati presso i pagani: i misteri di Iside, Cibele, Mitra, il culto dei Coribanti, di Adone e altri. Sono applicati i principi di Evemero per dimostrare che tutte queste divinità non sono altro che uomini innalzati dopo la morte agli onori celesti e dei cui peccati gli uomini si servono per giustificare i propri.
Con alcune fantasiose etimologie (per esempio Serapide è fatto derivare da Σάρρας παίς, «il figlio di Sara», cioè Isacco) tenta di spiegare le origini di alcuni di esse a partire dai testi biblici; o ancora, egli dà notizie delle frasi e delle formule in codice usate nelle religioni misteriche, avvicinandole alle formule bibliche.

#### Lingua, stile e fortuna
La lingua dell'autore aspira alla purezza del classicismo ma non si sottrae agli influssi del suo tempo, abusando spesso di espedienti retorici, enfasi e incursioni nella lingua poetica. L'uso delle clausole metriche lo ricollega alla tradizione oratoria ciceroniana.
Lo stile dell'opera, in effetti, richiama da vicino quello degli africani Tertulliano e Arnobio, ricorrendo volentieri alla derisione e al sarcasmo.
Dell'opera colpisce il fanatismo quasi feroce con cui l'autore esorta gli imperatori Costante I e Costanzo II a perseguitare senza pietà i seguaci delle fedi fallaci. Non è infatti frequente nella letteratura cristiana della prima metà del IV secolo, trovare un'esplicita richiesta volta a sollecitare l'intervento dello Stato contro i pagani, recuperando in un certo modo il disprezzo che i senatori avevano ai tempi della Repubblica per l'ellenizzazione della religione e della cultura romana (essendo Quinto Fabio Massimo Verrucoso il più conosciuto contro l'ellenizzazione, mentre i maggiori difensori di questa furono la gens Cornelia). Ricordiamo a tale proposito che il primo imperatore a mettere fuori legge tutti i riti non cristiani e a perseguitarli apertamente fu Teodosio I nel 392. In quest'opera si coglie anche quello che dovette essere lo stato d'animo formatosi in molti cristiani nel breve lasso di tempo intercorso tra le persecuzioni dioclezianee e l'editto di Milano.
Seppur Firmico appaia pienamente inserito nel filone della letteratura apologetica, la sua voce non giunse isolata al tempo dell'editto di Tessalonica promulgato da Teodosio I (391), ma nel corso del Medioevo rimase senza eco fin verso il XI secolo. La sua opera apologetica è considerata di particolare interesse per la storia delle religioni, riportando particolari di prima mano e plausibili sui culti misterici praticati in Sicilia in età tardoantica. Paradossalmente fu, invece, molto considerata la sua opera astrologica, la cui esaustività e leggibilità migliore rispetto all'opera di Marco Manilio giovarono alla trasmissione.